# Герц, Билл
Уильям Д. Герц (Билл Герц (англ. Bill Gertz); родился 28 марта 1952 года) — американский редактор, обозреватель и репортер газеты Вашингтон таймс. Автор восьми книг. Ведёт еженедельную колонку о Пентагоне и вопросах национальной безопасности под названием «Внутри кольца». Во время президентства Билла Клинтона Герц был известен своими статьями, разоблачающими тайны государственных структур США.

## Биография
Герц родился на Лонг-Айленде штата Нью-Йорк, учился в Вашингтонском колледже и Университете Джорджа Вашингтона. Писал статьи для National Review, The Weekly Standard и журнала Air Force Magazine. Герц читал лекции по вопросам обороны, национальной безопасности и СМИ в программе лидерства в области национальной безопасности Министерства обороны США, в Школе перспективных международных исследований (School of Advanced International Studies) Университета Джонса Хопкинса, Национальной академии ФБР, Университете национальной обороны и в ЦРУ. Герц был научным сотрудником по средствам массовой информации в Гуверовском институте войны, революции и мира (Hoover Institution on War, Revolution and Peace) при Стэнфордском университете. В настоящее время проживает в Мэриленде.
В 2008 году Герц был вызван в федеральный суд Санта-Ана штата Калифорния для дачи показаний по делу Чи Мака, который был признан виновным в предоставлении Китаю технологий ВМС США. Он отказался отвечать на вопросы о своих источниках, сославшись на Пятую поправку.
Герц был старшим редактором Washington Free Beacon до октября 2019 года, когда его уволили после обнаружения «ранее нераскрытой финансовой транзакции». Герц взял ссуду в 100 000 долларов США у Го Вэньгуя, которого в своих отчётах называл «ведущим китайским диссидентом». Позже Герц стал сотрудником Вашингтон таймс на постоянной основе. Публиковал аналитические статьи на темы безопасности и международных отношений.

## Сочинения
В 1996 году Герц опубликовал статью в Вашингтон таймс о продаже Китаем ядерных технологий Пакистану. В 1997 году он сообщил о российской помощи иранской программе создания ядерного оружия, основываясь на информации, предоставленной ему израильской разведкой Моссад. В 1998 году он сделал публикацию о продаже Соединёнными Штатами ракетных технологий Китаю. В 2004 году Герц писал, что Сирия, возможно, с помощью российских войск, перебросила иракские запасы оружия массового поражения на свои военные объекты. Так же писал о вероятном проникновении в США чеченских боевиков. В 2013 году Герц комментировал скандал Сноудена.
В книге Герца 2000 года «Китайская угроза: как Народная Республика нацелилась на Америку» (The China Threat: How the People’s Republic Targets America) представлены доказательства того, что китайская армия более современна и мощна, чем это предполагают в военном и разведывательном сообществе Соединённых Штатов. В книге 2002 года «Разбор: как провалы американской разведки привели к 11 сентября» (Breakdown: How America’s Intelligence Failures Led to Sept. 11) исследуется деятельность спецслужб США до террористических атак 2001 года. В его книге 2004 года «Предательство: как друзья и недруги Америки тайно вооружают наших врагов» (Treachery: How America’s Friends and Foes Are Secretly Arming Our Enemies) союзники США, включая Францию и Германию, обвиняются в способствовании вооружению террористов. В книге 2008 года «Фабрика неудач: как неизбранные бюрократы, либерал-демократы и республиканцы в большом правительстве подрывают безопасность Америки и ведут нас к войне» (The Failure Factory: How Unelected Bureaucrats, Liberal Democrats, and Big Government Republicans Are Undermining America’s Security and Leading Us to War) говорится, что многие федеральные бюрократы США в действительности придерживаются непатриотичных взглядов на внешнюю политику.

## Книги
- The China Threat: How the People’s Republic Targets America (2000)
- Breakdown: How America’s Intelligence Failures Led to September 11
- Treachery: How America’s Friends and Foes Are Secretly Arming Our Enemies (2004)
- Enemies: How America’s Foes Steal Our Vital Secrets — And How We Let It Happen
- The Failure Factory: How Unelected Bureaucrats, Liberal Democrats, and Big Government Republicans Are Undermining America’s Security and Leading Us to War (2008)
- iWar: War and Peace in the Information Age (2017)
- Deceiving the Sky: Inside Communist China’s Drive for Global Supremacy (2019)